# Ketchupeffekt
Ketchupeffekt er en virkning, der først viser resultater sent. Begrebet refererer til oplevelsen med ketchupflasker af glas: Først kommer der ikke noget ud af flasken, men så vælter det ud med ketchup. Denne egenskab hos ketchup skyldes at viskositeten afhænger af udstrømningshastigheden - ketchup er en ikke-newtonsk væske, som bliver mere letflydende ved omrøring.